# Elecciones seccionales de Ecuador de 2006
Las elecciones seccionales de Ecuador de 2006 se realizaron el 15 de octubre de 2006 para renovar los cargos de 67 consejeros provinciales y 677 concejales cantonales para el periodo 2007-2009. Se llevaron a cabo de forma simultánea a las elecciones legislativas y presidenciales del mismo año. Éstas fueron las últimas elecciones seccionales intermedias en Ecuador antes que la práctica fuera abolida en la Asamblea Constituyente de 2007.